# Ligne M11 du métro d'Istanbul
La ligne M11 du métro d'Istanbul est une ligne du réseau métropolitain d'Istanbul en Turquie. Mise en service le 22 janvier 2023, elle offre une liaison directe entre l'aéroport d'Istanbul depuis la station Kargo Terminali et la partie européenne de la ville à la station Gayrettepe. Elle doit à terme atteindre une longueur de 69 kilomètres. Contrairement à la plupart des lignes du métro d'Istanbul exploitée par Istanbul Metro, société affiliée à la municipalité d'Istanbul, la ligne M11 est exploitée par TCDD Taşımacılık, la plus importante des sociétés exploitantes de lignes de passagers et transports de fret en Turquie.

## Histoire

### Chronologie
- 22 janvier 2023 : Kargo Terminali - Kâğıthane
- 29 janvier 2024 : Kâğıthane - Gayrettepe

## Caractéristiques

### Stations et correspondances
|  |   |  |  | Station             | Coordonnées                  | Correspondances |
|  | - |  |  | ------------------- | ---------------------------- | --------------- |
|  | O |  |  | Kargo Terminali     | 41° 15′ 18″ N, 28° 42′ 37″ E |                 |
|  | o |  |  | İstanbul Havalimanı | 41° 15′ 24″ N, 28° 44′ 33″ E |                 |
|  | o |  |  | İhsaniye            | 41° 14′ 36″ N, 28° 48′ 35″ E |                 |
|  | o |  |  | Göktürk             | 41° 10′ 33″ N, 28° 53′ 08″ E |                 |
|  | o |  |  | Kemerburgaz         | 41° 09′ 34″ N, 28° 54′ 39″ E |                 |
|  | o |  |  | Hasdal              | 41° 07′ 17″ N, 28° 56′ 51″ E |                 |
|  | o |  |  | Kâğıthane           | 41° 04′ 48″ N, 28° 58′ 35″ E | (M7)            |
|  | O |  |  | Gayrettepe          | 41° 04′ 01″ N, 29° 00′ 40″ E | (M2)            |